# تأمين المنزل
تأمين المنزل هو نوع من تأمين الممتلكات الذي يغطي مسكنًا خاصًا. هي وثيقة تأمين تجمع بين مختلف وسائل الحماية التأمينية الشخصية، والتي يمكن أن تشمل الخسائر التي تلحق بالمنزل أو متاعه أو فقدان الانتفاع (نفقات المعيشة الإضافية) أو فقدان الممتلكات الشخصية الأخرى لصاحب المنزل، بالإضافة إلى تأمين المسؤولية عن الحوادث قد يحدث ذلك في المنزل أو على يد صاحب المنزل داخل منطقة السياسة.
يوفر تأمين المنزل الحماية المالية في حال الكوارث أيضًا. تؤمن وثيقة التأمين القياسية المنزل عينه والأشياء المحفوظة بداخله.